# Nikola Grahovac
Nikola Grahovac (Čakovec, 14. prosinca 1998.) hrvatski je rukometni reprezentativac.
Karijeru je započeo u RK Ogulinu, a nastavio u RK PPD Zagreb. Igrao je za Hrvatsku na Europskom prvenstvu u rukometu do 18 godina 2016. godine, na Europskom seniorskom prvenstvu 2022. te na Olimpijskim igrama u Parizu 2024.